# قائمة أنهار إيطاليا
هذه قائمة من الأنهار التي تقع جزئياً على الأقل في إيطاليا. صنفت حسب مصبها باستثناء أنهار صقلية وسردينية فإنها ترد منفصلة.

## أنهار تصب فيبحر الشمال
- رينو دي لي.

## أنهار تصب فيالبحر الأسود
- درافا (فقط قسم صغير).
  - سليتسا (ثلاثة أرباعه في إيطاليا وربع في النمسا). يرفد سليتسا درافا عبر نهر غايل في النمسا.
- سبول (تتناصفه سويسرا وإيطاليا).